# Cleora dactylata
Cleora dactylata là một loài bướm đêm trong họ Geometridae.